# Спартак (телесеріал)
«Спартак» (англ. Spartacus) — американський історичний телесеріал, показ якого почався на кабельному каналі Starz з 22 січня 2010 року. Основну фабулу серіалу становить історія Спартака, ватажка одного з найбільших повстань рабів в Римській республіці в період 74 до н. е. — 71 до н. е. Виконавчі продюсери Стівен С. ДеНайт і Роберт Таперт зосередилися на структуруванні подій раннього життя Спартака, що веде до початку історичних записів.
Після завершення першого сезону під назвою «Спартак: Кров і пісок», виробництво другого сезону було відкладено, бо виконавцю головної ролі Спартака Енді Вітфілду діагностували неходжкінську лімфому. У компанії Starz було прийнято рішення про випуск шести-серійного мінісеріалу пріквела під назвою «Спартак: Боги арени». Хвороба актора повернулася, і він помер 11 вересня 2011 року. У наступних сезонах серіалу роль Спартака виконав Ліам Макінтайр. Другий сезон отримав назву «Спартак: Помста». 4 червня 2012 року, Starz оголосило про третій та фінальний сезон під назвою «Спартак: Війна проклятих».

## Сюжет
Серіал починається на тлі союзних дій фракійських племен з римськими військами проти гетів. Римський легат Гай Клавдій Глабр, спонукуваний честолюбством і вмовлянням дружини, вирішує перевести свої війська для протидії Мітрідату. У відповідь на це фракійці вважають союзний договір порушеним і повертаються на захист своїх будинків від гетів. Оскаженілий Глабр оголошує фракійців дезертирами і полонить одного з їх лідерів — Спартака, звертаючи останнього і його дружину в рабство. Спартака в кайданах відправляють в Капую, а його дружину продають сирійському работорговцю. Полонені фракійці призначені для їх вбивства на арені під час свята, присвяченого тестеві Глабра — сенаторові Альбінію, проте Спартак перемагає в своєму бою і його купує ланиста Квінт Лентулій Батіат для своєї школи гладіаторів.

## В ролях
| Персонаж                | Актор                 |                   |                   |
| Персонаж                | Актор                 | Гладіатори і раби | Гладіатори і раби |
| ----------------------- | --------------------- | ----------------- | ----------------- |
| Спартак                 | Енді Вітфілд          |                   |                   |
| Спартак                 | Ліам Макінтайр        |                   |                   |
| Крікс                   | Ману Беннет           |                   |                   |
| Невія                   | Леслі-Енн Брандт      |                   |                   |
| Невія                   | Синтія Аддай-Робінсон |                   |                   |
| Еномай                  | Пітер Менса           |                   |                   |
| Ашур                    | Нік Е. Тарабей        |                   |                   |
| Варрон                  | Джай Кортні           |                   |                   |
| Барка                   | Антоніо Те Майоха     |                   |                   |
| Сура                    | Ерін Каммінґз         |                   |                   |
| Агрон                   | Ден Фьюррігал         |                   |                   |
| Міра                    | Катріна Ло            |                   |                   |
| Аурелія                 | Брук Уільямс          |                   |                   |
| Ганник                  | Дастин Клер           |                   |                   |
| Мелітта                 | Маріса Рамірес        |                   |                   |
| Насір                   | Пана Хема Тейлор      |                   |                   |
| Сакса                   | Еллен Холлман         |                   |                   |
| Донар                   | Хит Джонс             |                   |                   |
| Коре                    | Дженна Лінд           |                   |                   |
| Сібіл                   | Гвендолін Тейлор      |                   |                   |
| Римляни                 |                       |                   |                   |
| Лентул Батіат           | Джон Ганна            |                   |                   |
| Лукреція                | Люсі Лоулес           |                   |                   |
| Ілітія                  | Віва Бьянка           |                   |                   |
| Гай Клавдій Глабр       | Крейг Паркер          |                   |                   |
| Солоніус                | Крейг Уолш Райтсон    |                   |                   |
| Тілліус                 | Стівен Ловатт         |                   |                   |
| Гайя                    | Джеймі Мюррей         |                   |                   |
| Тітус Лентулус Батиатус | Джеффрі Томас         |                   |                   |
| Веттіус                 | Гарет Вілльямс        |                   |                   |
| Сеппіус                 | Том Хоббс             |                   |                   |
| Сеппія                  | Ханна Менган-Лоренс   |                   |                   |
| Публій Варіній          | Бретт Такер           |                   |                   |
| Марк Ліциній Красс      | Саймон Мерреллс       |                   |                   |
| Тіберіус Ліциній Красс  | Крістіан Антідормі    |                   |                   |
| Гай Юлій Цезар          | Тодд Ласанс           |                   |                   |
| Лаета                   | Анна Хатчісон         |                   |                   |

## Список епізодів

### Сезон 1: «Спартак: Кров і пісок» (2010)
Сюжет починається на тлі союзних дій фракійських племен з римськими військами проти гетів. Римський легат Гай Клавдій Глабр, спонукуваний честолюбством і вмовляння дружини, вирішує перевести свої війська для протидії Мітрідату. У відповідь на це фракійці вважають союзний договір порушеним і повертаються на захист своїх будинків від гетів. Оскаженілий Глабр оголошує фракійців дезертирами і полонить одного з їх лідерів — Спартака, звертаючи останнього і його дружину в рабство. Спартака в кайданах відправляють в Капую, а його дружину продають сирійському работорговцю. Полонені фракійці призначені для їх вбивства на арені під час свята, присвяченого тестеві Глабра — сенаторові Альбінію, проте Спартак перемагає в своєму бою і його купує ланиста Квінт Лентулій Батіат для своєї школи гладіаторів.

### Пріквел: «Спартак: Боги арени» (2011)
Дім Батіата стає відомим, гріючись у променях слави скандального чемпіона Ганніка, вміння якого володіти мечем може зрівнятися тільки з його жагою вина і жінок. Це часи, яких чекав молодий Батіат. Одержимий думкою повалити свого батька і взяти на себе управління лудусом, він вільно зрадить будь-кого, щоб довести, що його гладіатори знаходяться в найкращій формі. І у нього є лояльна і мудра дружина Лукреція, для закулісних інтриг привертає зв'язки її звабливою подруги Гаї, коли це потрібно. Разом вони не зупиняться ні перед чим, щоб обдурити маси, захопити владу і обібрати Капую до нитки у цьому сміливому приквелі «Спартак: Кров і пісок».
«Спартак: Боги арени», приквел «Спартак: Кров і пісок», вийшов на екрани 21 січня 2011 року і розповідає історію одного з чемпіонів Будинку Батіатів.

### Сезон 2: «Спартак: Помста» (2012)
Енді Уітфілд помер після безуспішного лікування раку ще під час зйомок, і Спартака грає тепер Ліам Макінтайр. Невію грає тепер Синтія Аддай-Робінсон.
Зйомки «Спартак: Помста» почалися в квітні 2011 року. Прем'єра відбулася 27 січня 2012 року.

### Сезон 3: «Спартак: Війна проклятих» (2013)
«Спартак: Війна проклятих» є останнім завершальним сезоном серіалу. Сюжет 3 сезону розповідає про те, що за повстання взявся Марк Красс. Зйомки почалися 10 квітня 2012 року, а прем'єра відбулася 25 січня 2013

## Реакція і критика
Прем'єра першого епізоду серіалу відбулася 22 січня 2010. У перший же день показу цей серіал зібрав 553 000 глядачів на каналі Starz і ще 460 000 на каналі Encore . Інші частини сезону зібрали 1,285 млн глядачів.